# Tropidocephala sagitta
Tropidocephala sagitta är en insektsart som beskrevs av Kusnezov 1929. Tropidocephala sagitta ingår i släktet Tropidocephala och familjen sporrstritar. Inga underarter finns listade i Catalogue of Life.